# Пацано
Паца̀но (на италиански: Pazzano, на местен диалект Pazzànu, Пацану) е село и община в Южна Италия, провинция Реджо Калабрия, регион Калабрия. Разположено е на 460 m надморска височина. Населението на общината е 597 души (към 2012 г.).